# Trollholmen (Fitjar)
Ne doit pas être confondu avec Trollholmen.
Trollholmen est une île dans le landskap Sunnhordland du comté de Vestland. Elle appartient administrativement à Fitjar.

## Géographie
Rocheuse et pratiquement désertique, à fleur d'eau, elle s'étend sur environ 250 m de longueur pour une largeur approximative de 163 m.